# Culebras Bajo
Culebras Bajo es un barrio ubicado en el municipio de Cayey en el estado libre asociado de Puerto Rico. En el Censo de 2010 tenía una población de 238 habitantes y una densidad poblacional de 96,22 personas por km².

## Geografía
Culebras Bajo se encuentra ubicado en las coordenadas 18°4′50″N 66°8′33″O / 18.08056, -66.14250. Según la Oficina del Censo de los Estados Unidos, Culebras Bajo tiene una superficie total de 2.47 km², que corresponden a tierra firme.

## Demografía
Según el censo de 2010, había 238 personas residiendo en Culebras Bajo. La densidad de población era de 96,22 hab./km². De los 238 habitantes, Culebras Bajo estaba compuesto por el 73.53% blancos, el 7.56% eran afroamericanos, el 1.26% eran amerindios, el 6.3% eran de otras razas y el 11.34% pertenecían a dos o más razas. Del total de la población el 100% eran hispanos o latinos de cualquier raza.